# Бёкль, Герберт
Герберт Бёкль (нем. Herbert Boeckl; 3 июня 1894, Клагенфурт — 20 января 1966, Вена) — австрийский художник, один из главных представителей модернизма в Австрии.

## Биография
В 1912 году Г.Бёкль подаёт документы на поступление в венскую Академию изящных искусств, однако принят не был. Затем он учится в Венской высшей технической школе и берёт частные уроки у известного архитектора Адольфа Лооса. Во время Первой мировой войны, в 1914—1918 годы, Бёкль служит офицером в австро-венгерской армии. После окончания войны он становится художником-самоучкой. Он совершает путешествия в Берлин и в Палермо, особенно важным для его формирования как художника становится поездка в Париж в 1923 году, где он знакомится с живописью в стиле модерн. В летние месяцы в 1920-е годы художник живёт в Каринтии, на озере Клопейнер-зе, в городке Санкт-Канциан. В 1927 он выставляет свои работы на экспозиции Венский Сецессион, бывшей первой большой выставкой, в которой Г.Бёкль принимает участие. В 1928 году он открывает в Вене художественную мастерскую. В 1935—1939 годах Г.Бёкль — профессор общего рисования в венской Академии. Участник Всемирных выставок в Брюсселе (1935) и в Париже (1937). С 1939 года Г.Бёкль возглавляет т. н. «Вечерние студии обнажённой натуры» (Abendakt) в Академии.
После окончания Второй мировой войны Г.Бёкль некоторое время возглавляет венскую Академию. В начале 1950-х годов художник приезжает в Испанию, где изучает в течение 1952—1960 годов романскую фресковую живопись, оказавшую большое влияние на выполнение Бёклем одного из крупнейших его произведений — росписи капеллы Ангелов в штирийском аббатстве Зеккау. Также поездки в Грецию (1955) и в Египет (1959) служили этой же цели. В 1958 году Г.Бёкль представляет австрийское искусство на Всемирной выставке в Брюсселе, в 1959 году — в Сан-Паулу, в 1950 и в 1964 годах — на биеннале в Венеции. С 1952 года художник состоит почётным членом, а с 1960 — постоянным членом Венского сецессиона. В 1962—1965 он вновь занимает пост ректора венской Академии. Скончался в венской больнице от инсульта.
В честь Г.Бёкля в Вене в 1977 году была названа улица — Herbert-Boeckl-Weg. В 1994, к 100-летию со дня рождения художника австрийская почта выпускает специальную почтовую марку.
Творчество Г.Бёкля можно разделить на три фазы: эксперссионистский ранний период творчества, последовавший за ним этап, во время которого художник пишет свои картины в реалистической манере (преимущественно пейзажи и изображения людей) и последний, беспредметный период, граничащий с абстрактной живописью (после 1945 года), оказавший влияние на многих учеников Г.Бёкля. Работы мастера тематически весьма разнообразны — это картины на мифологические и религиозные сюжеты, историческая живопись, портреты, натюрморты, ню, пейзажи.
Особое значение творчество Г.Бёкля имеет для развития современной, модернистской религиозной живописи.

## Казусы
На одной из наиболее известных фресок Г.Бёкля — «Спасение Петра в Гениссаретском озере» — написанной им для собора «Марии Заальской» в 1925 году — св. Петр был изображён с ликом В. И. Ленина, что вызвало скандал как в церковных, так и в общественных кругах. В течение многих лет эта фреска в соборе оставалась завешенной занавесом.

## Награды
- 1950 Премия города Вена в области живописи и графики
- 1954 Большая австрийская государственная премия в области изобразительного искусства
- 1958 премия Гуггенгейма
- 1964 Орден Австрийский почётный знак За науку и искусство
- 1964 Почётное кольцо города Вена

## Официальный сайт
- Herbert Boeckl.
- Полотна Герберта Бёкля в венском дворце Нижний Бельведер Архивная копия от 29 января 2010 на Wayback Machine.

## Галерея

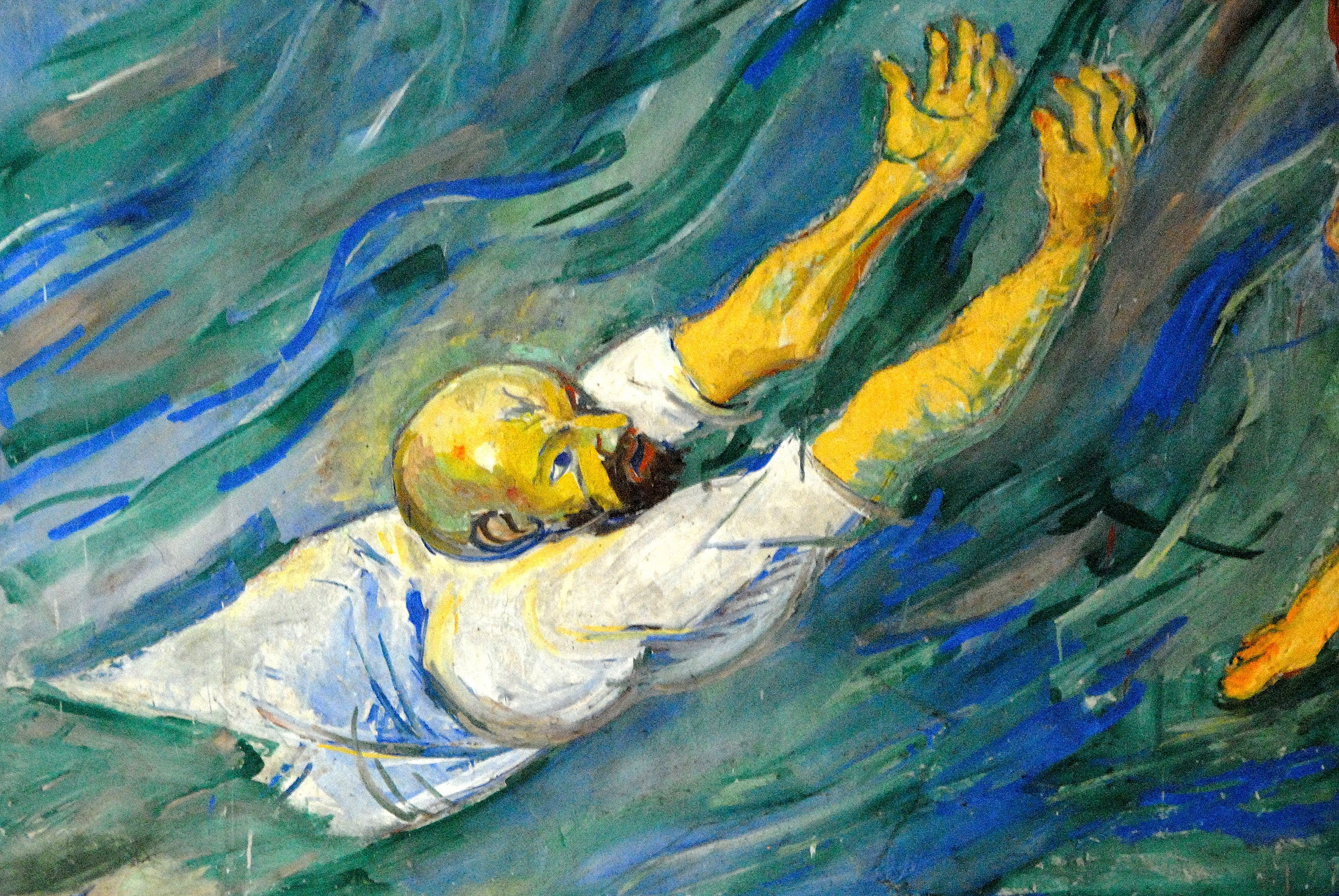
Спасение св.Петра из Гениссаретского озера (1925). Св.Пётр изображён на фреске как В.И.Ленин
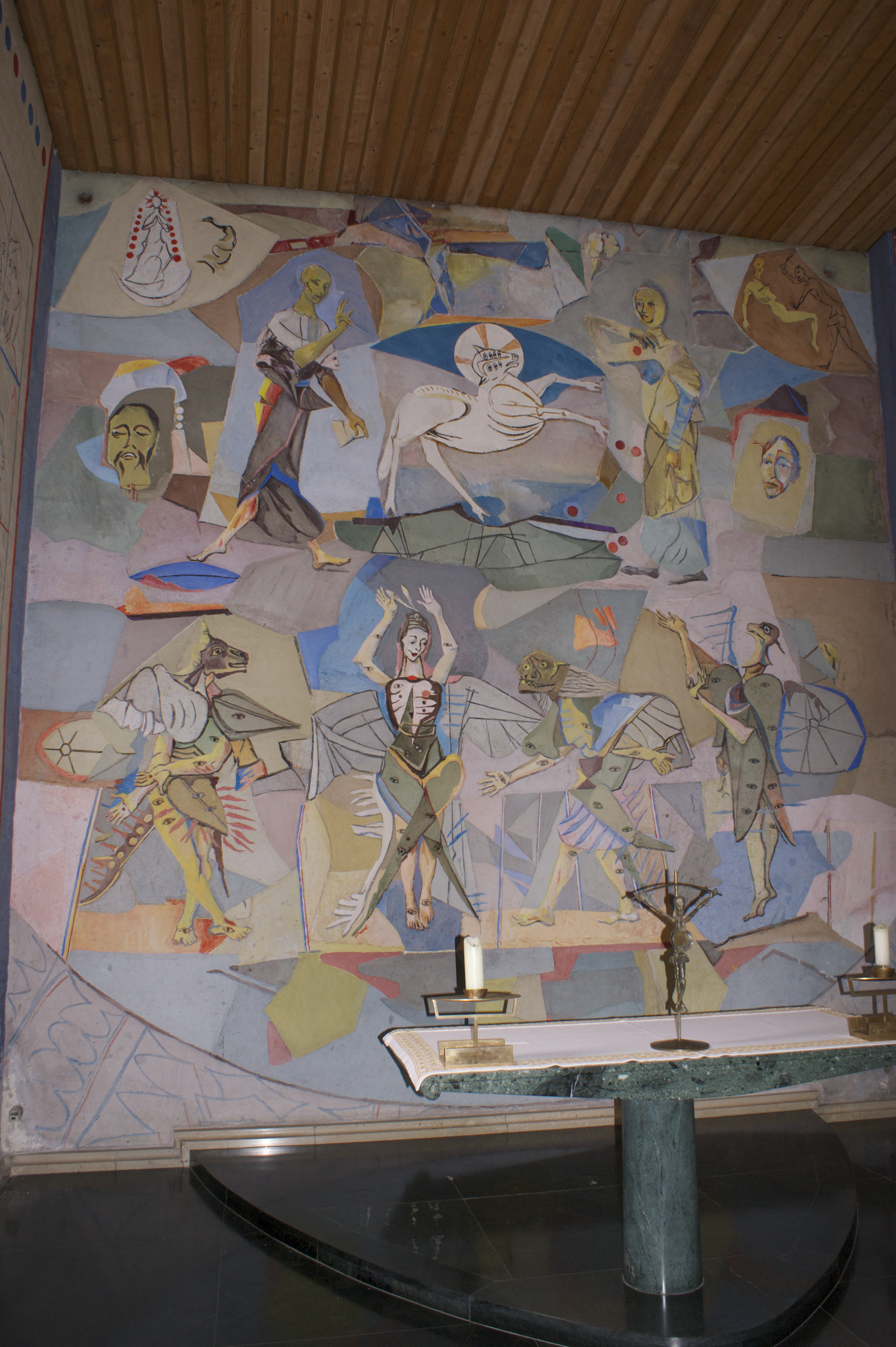
фреска Апокалипсис, аббатство Зеккау
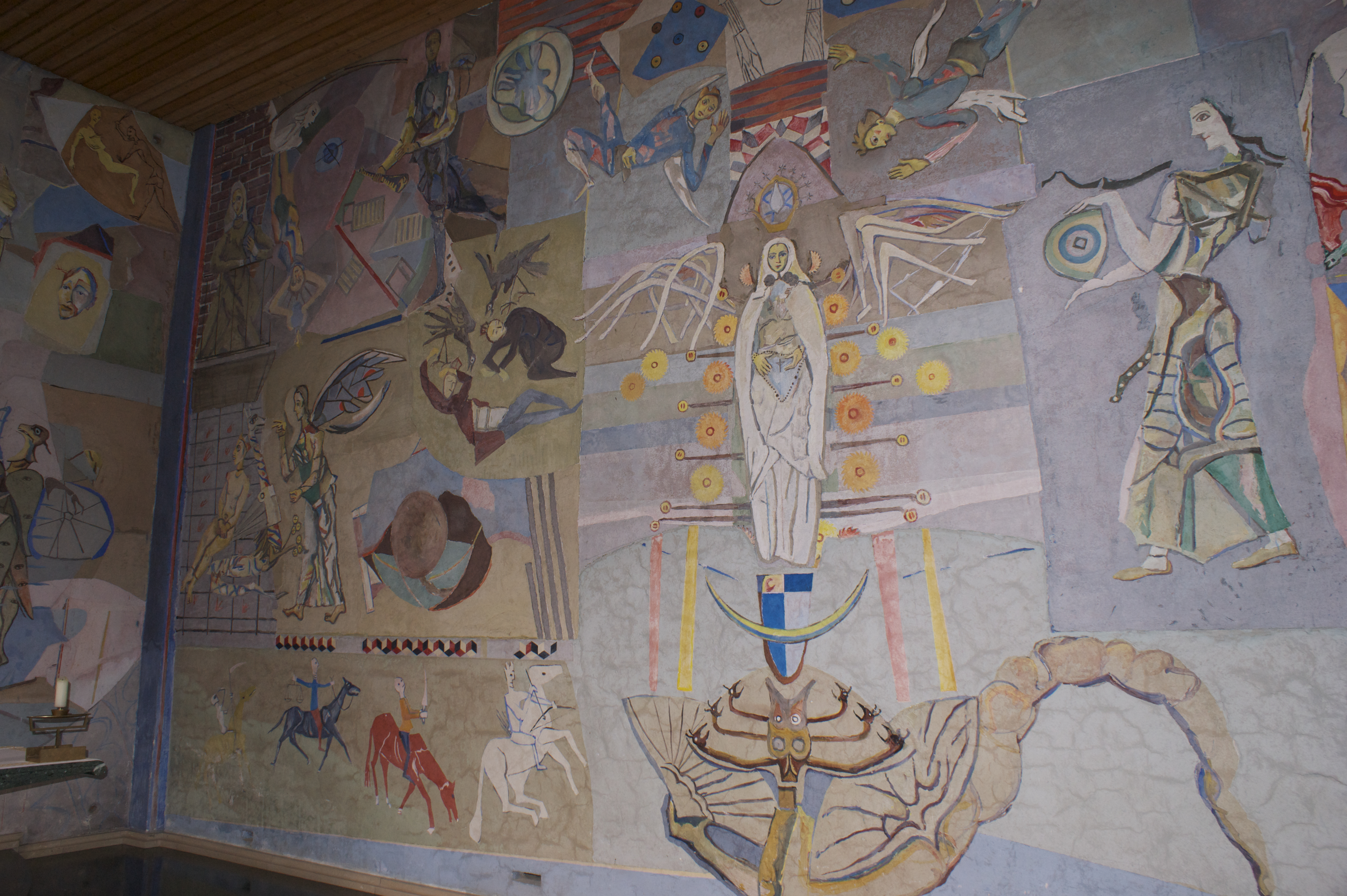
фреска Апокалипсис, аббатство Зеккау